# Władisław Bobrik
Władisław Jurjewicz Bobrik (ros. Владислав Юрьевич Бобрик, ur. 6 stycznia 1971 w Nowosybirsku) – rosyjski kolarz torowy i szosowy reprezentujący także ZSRR, srebrny medalista torowych mistrzostw świata.

## Kariera
Największy sukces w karierze Władisław Bobrik osiągnął w 1991 roku, kiedy wspólnie z Jewgienijem Bierzinem, Wadimem Krawczenko i Dmitrijem Nielubinem zdobył srebrny medal w drużynowym wyścigu podczas mistrzostw świata w Stuttgarcie. Rosjanin startował głównie w wyścigach szosowych, wygrywając między innymi amerykański Mammoth Classic (1991), włoski Giro di Lombardia (1994) i szwajcarski Josef Voegeli Memorial (1995). W 1994 roku zajął 62. pozycję w klasyfikacji generalnej Tour de France.